# Троицкое сельское поселение (Рязанская область)
Троицкое сельское поселение — муниципальное образование (сельское поселение) в Спасском районе Рязанской области.
Административный центр — село Троица.

## История
Троицкое сельское поселение образовано в 2006 г.

## Население
| 2010  | 2012  | 2013  | 2014  | 2015  | 2016  | 2017  |
| ----- | ----- | ----- | ----- | ----- | ----- | ----- |
| 1487  | ↘1443 | ↘1386 | ↘1348 | ↘1327 | ↘1308 | ↗1322 |
| 2018  | 2019  | 2020  | 2021  |       |       |       |
| ↘1301 | ↘1276 | ↗1289 | ↘1144 |       |       |       |

## Состав сельского поселения
| № | Населённый пункт   | Тип населённого пункта       | Население |
| - | ------------------ | ---------------------------- | --------- |
| 1 | Красильниково      | село                         | ↘360      |
| 2 | Можарово           | деревня                      | ↘36       |
| 3 | Моньясово          | деревня                      | 18        |
| 4 | Троица             | село, административный центр | ↘1030     |
| 5 | Ясаково            | деревня                      | 34        |
| 6 | Ясаковские Выселки | деревня                      | 9         |